# فریزنرید
فریزنرید (به آلمانی: Friesenried) یک شهر در آلمان است که در استالگوی واقع شده‌است.